# Hals Barre
Hals Barre er navnet på en sandbanke ud for Langeraks (den østligste del af Limfjorden) udløb i Kattegat. Den har navn efter byen Hals der ligger ved nordbredden af udløbet, og er dannet ved sandvandring langs Himmerlands og Vendsyssels kyster; den der går ca. 4 km ud fra kysten med dybder på 2-3 m hvilket giver vanskeligheder for skibsfartens adgang til Limfjorden. Langerak forgrener sig over Hals Barre i tre løb, Egens Dyb, Vejdyb og nordligst Hådyb, der ligger mellem strandvoldene Nordmandshage og Korsholm.

## Sejlrende
I 1883 begyndte Aalborg Havn at grave en sejlrende gennem banken. Havnen søgte men opnåede ikke statslig deltagelse:27. Sejlrenden havde først 4,5 meters dybde, men blev senere, i 1889 uddybet til 5,7 m:28, i 1898 til 6,5 m og i 1899 til 7,5 m:28; den nuværende dybde er 9,4 m og bredden på 110 m:2. Det sand, som afgraves ved vedligeholdelse af sejlrenden, anvendes i cementproduktionen ved Aalborg Portland:53-54.
Sejlrenden markeres, blandt mange afmærkninger, af Hals Barre Fyr, der blev opført i 1912, som afløsning for et fyrskib.

## Naturområde
Hals Barre ligger i Natura 2000 område nr. 14 Ålborg Bugt, Randers Fjord og Mariager Fjord og er både habitatområde og fuglebeskyttelsesområde. I farvandet mellem Hals barre og kysten ligger vildtreservatet Hals-Egense som omfatter dele af havet og småøerne ud for Limfjordens udløb i
Kattegat.

## Eksterne kilder og henvisninger
1. 1 2 3 4  Henning Bender; Morten Pedersen (2006), Aalborg og cementen (PDF), Selskabet for Aalborgs Historie, Aalborg Historiske Museum, Aalborg Stadsarkiv, ISBN 87-87409-24-0, Wikidata Q115927055
2. 1 2  Hals Barre i Den Store Danske på Lex.dk
3. ↑  "Den Danske Havnelods". www.danskehavnelods.dk. Geodatastyrelsen. 2023. Arkiveret fra originalen 1. februar 2023. Hentet 1. februar 2023.

- Vedligeholdelse af sejlrenden ved Hals Barre (Webside ikke længere tilgængelig)

56°57′49.3″N 10°24′29.42″Ø / 56.963694°N 10.4081722°Ø